# Rafaela Ybarra de Vilallonga
Rafaela Ybarra Arambarri de Vilallonga (16 de janeiro de 1843 - 23 de fevereiro de 1900) foi uma viúva católica romana espanhola e fundadora das Irmãs dos Santos Anjos da Guarda. Vilallonga fazia parte da classe alta de Bilbao e teve sete filhos com seu marido José de Vilallonga y Gipuló.
Sua beatificação foi celebrada em 30 de setembro de 1984.

## Vida
Rafaela Ybarra Arambarri de Vilallonga nasceu em Bilbao em 16 de janeiro de 1843, filha de pais abastados pertencentes à classe alta. Seu batismo foi celebrado na igreja paroquial local no dia 17 de janeiro e ela foi batizada em nome de "Rafaela María de la Luz Estefanía de Ybarra i Arambarri. Seus pais eram Gabriel Ybarra e María del Rosario de Arambarri.
Sua confirmação veio em 22 de maio de 1844 e ela fez sua primeira comunhão em 21 de maio de 1854. Arambarri casou-se com José de Vilallonga (n. 1823) em 14 de setembro de 1861. O casal teve um total de sete filhos, mas dois morreram ainda bebês, enquanto outro sofreu uma doença grave em sua vida.
Vilallonga sofreu uma doença grave enquanto estava em Paris e foi curada em uma viagem a Lourdes. Mas sua mãe morreu na mesma época - ambas as ocorrências caíram em 24 de setembro de 1883 - e seu pai mais tarde a seguiu em 10 de agosto de 1890. Seu marido morreu em 7 de maio de 1898. O Padre jesuíta Francis de Sales Muruzábel foi seu diretor espiritual. Em 1890 - com a permissão do marido - ela fez votos particulares de permanecer casta e obediente a Deus.
Bilbao passou por um rápido processo de industrialização e montou uma série de casas para crianças e adolescentes da classe trabalhadora, bem como oficinas para sua formação adequada. Vilallonga promoveu várias instituições para o bem-estar das mulheres em Bilbao. A morte prematura de sua irmã Maria de Rosário a levou a criar e cuidar de seus sobrinhos meio órfãos, entre eles o lingüista basco Julio Urquijo Ibarra. Em 8 de dezembro de 1894 - ao lado de três outras pessoas - fez uma promessa solene de ser mãe e educadora de todas as crianças pobres de Bilbao. Vilallonga fundou uma ordem religiosa para conseguir isso em 8 de dezembro de 1894 e em 2 de agosto de 1897 colocou a pedra fundamental para a casa-mãe da ordem em Zabalbide em Bilbalo, que foi posteriormente inaugurada em 24 de março de 1899. A ordem recebeu aprovação diocesana após sua morte em 11 de março de 1901.
Vilallonga morreu em 1900 após lutar contra uma doença grave.

## Beatificação
O processo informativo de beatificação foi inaugurado na Diocese de Vitória em 1929 e encerrado em 1931, enquanto os teólogos aprovaram seus escritos espirituais em 12 de maio de 1937; a introdução formal à causa veio em 11 de julho de 1952 sob o Papa Pio XII e ela foi intitulada como uma Serva de Deus. Um processo apostólico foi então realizado na Diocese de Bilbao de 1954 a 1957, enquanto ambos os processos receberam a validação da Congregação para os Ritos em Roma em 16 de junho de 1959.
Um comitê antepreparatório se reuniu para discutir e aprovar a causa em 19 de maio de 1964, assim como um comitê preparatório em 15 de abril de 1969 e logo após um geral em 12 de junho de 1969. O Papa Paulo VI nomeou Vilallonga como Venerável em 16 de março de 1970, depois de confirmar que a falecida viúva havia levado uma vida cristã exemplar de virtudes heroicas. O processo de investigação de um milagre ocorreu em Buenos Aires, na Argentina, depois que o Cardeal Santiago Copello inaugurou o processo em 1955 e o fechou mais tarde em 1957; a Congregação para as Causas dos Santos validou o processo em 15 de março de 1974, antes que um conselho médico o aprovasse em 16 de julho de 1975. Os teólogos o aprovaram algum tempo depois, em 12 de julho de 1983, assim como a CCS em 13 de setembro de 1983; O Papa João Paulo II concedeu a aprovação definitiva de que a cura foi um milagre e então beatificou Vilallonga em 30 de setembro de 1984 na Praça de São Pedro.
O processo para o milagre necessário para a santidade durou de 26 de julho de 2004 até 7 de dezembro de 2004 e recebeu a validação CCS em 10 de junho de 2005. Um conselho médico aprovou este milagre em 26 de novembro de 2009.
A atual postuladora desta causa é a Dra. Silvia Mónica Correale.

## Citações
Lista de citações da Beata Rafela Ybarra Arambarri de Vilallonga:
- "Não se canse de fazer o bem".
- "Seja forte de propósito, mas gentil nos meios".[3]